# 11764 Benbaillaud
11764 Benbaillaud là một tiểu hành tinh vành đai chính với chu kỳ quỹ đạo là 1187.8009673 ngày (3.25 năm).
Nó được phát hiện ngày 24 tháng 9 năm 1960.
Benjamin Baillaud was the founder thuộc Pic du Midi observatory và the Founding President thuộc IAU (International Astronomical Union)